# 鹿島神宮站
鹿岛神宫站（日语：／ Kashima-Jingū eki */?）是位於日本茨城縣鹿嶋市宮下四丁目，屬於東日本旅客鐵道（JR東日本）鹿島線的鐵路車站。

## 摘要
本站是鹿島線的中途站，站名取自車站南側的鹿島神宮。本站至鹿島足球場站之間只限鹿島臨海鐵道大洗鹿島線直通的列車運行，大洗鹿島線開抵的列車曾經全部在該站折返（通過此站的旅客列車並非通常運行），此站成為大洗鹿島線（水戶）方向與JR線香取、佐原方向的運行系統上的「區切」車站。
本站現無特急列車停靠，2015年3月14日以前為从鹿岛线经由成田线、总武本线直达东京站的特急「菖蒲」的始发站，但該列車在佐原站至該站區間的採用普通列車的運行方式。以前曾有去往東京甚至橫須賀線的快速列車，2004年10月16日之後只有一趟下行列车去往東京。2015年3月14日之後再次设定在佐仓站併結去往东京站的列车。延方站至此站間有北浦橋樑。由於橋樑較長，容易受強風影響，有時會受到速度限制和停駛。

## 历史
- 1970年（昭和45年）
  - 8月20日：作为日本国有铁道的车站开业[1]。
  - 11月12日：該站-北鹿岛站（现在的鹿岛足球场站）间货物线开业[1]。
- 1978年（昭和53年）7月25日：鹿岛临海铁路鹿岛临港线開通旅客列车[1]。
- 1983年（昭和58年）12月1日：鹿岛临海铁路鹿岛临港线旅客列车废止[1]。
- 1985年（昭和60年）3月14日：鹿岛临海铁路大洗鹿岛线开通。该线开始进入本站[1]。
- 1987年（昭和62年）4月1日：因国铁分割民营化成為东日本旅客鐵道（JR东日本）的车站[1]。
- 2006年（平成18年）
  - 3月31日：绿窗口营业结束。
  - 4月1日：「もしもし券売機Kaeruくん」开始供用。取消站务员夜間值班。
- 2009年（平成21年）3月14日：被编入东京近郊区间。
- 2012年（平成24年）3月5日：「もしもし券売機Kaeruくん」撤走。开始使用指定座位售票机。
- 2020年（令和2年）春：可以使用IC卡“Suica”。

## 車站結構
本站為島式月台1面2線的高架車站，但站台並未加高。本站為直營站（早晚站員不在），也是管理潮來站、延方站和鹿島足球場站的車站。站內設有自動售票機、指定席售票機、簡易Suica閘機。由於不設自動閘機，除站員不在之時皆需要向站員出示乘車劵。
鹿島線在2020年3月時刻表改正後可以使用交通系IC卡，鹿島臨海鐵道則繼續不能使用Suica。

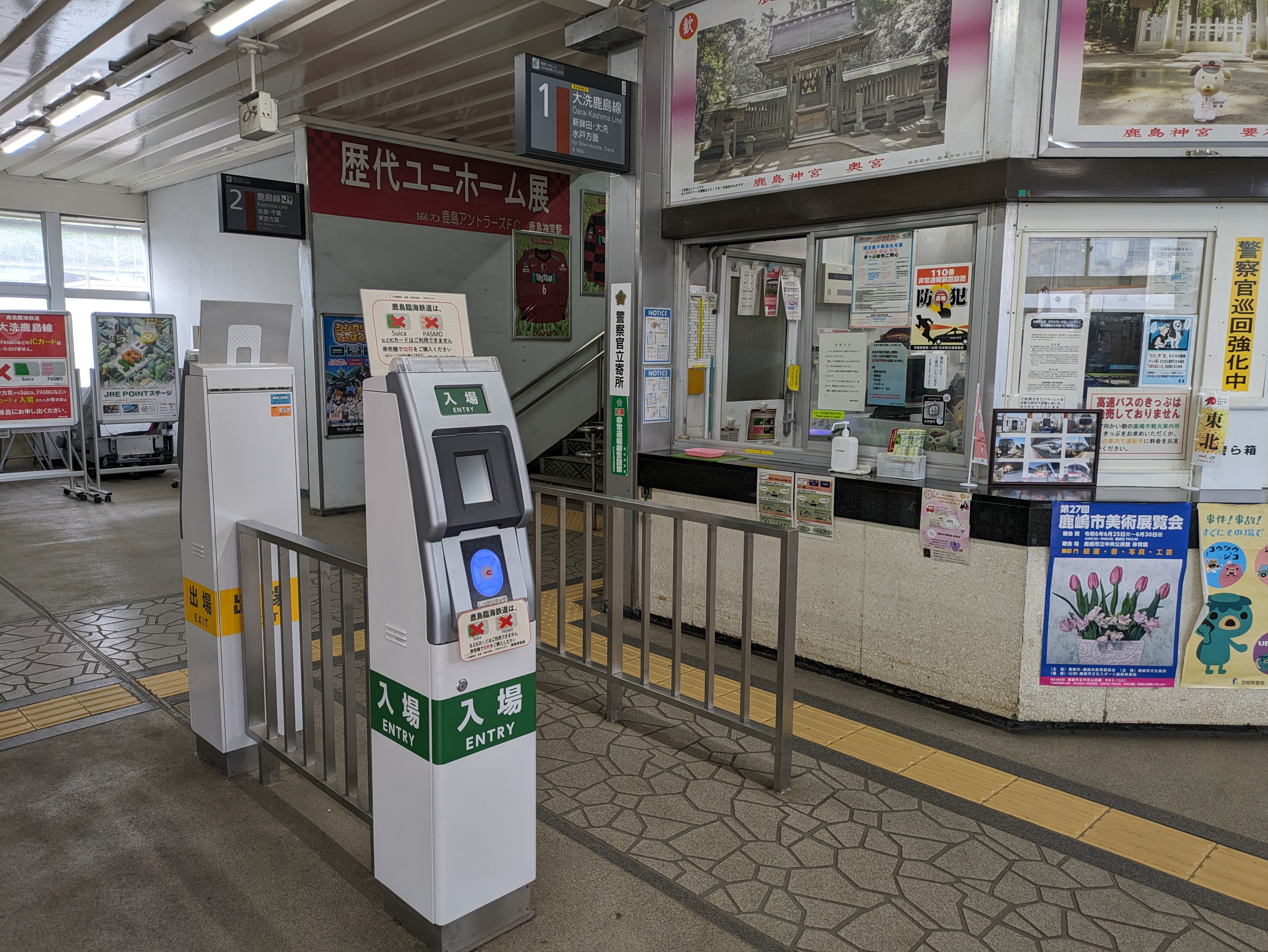
驗票口（2024年5月）
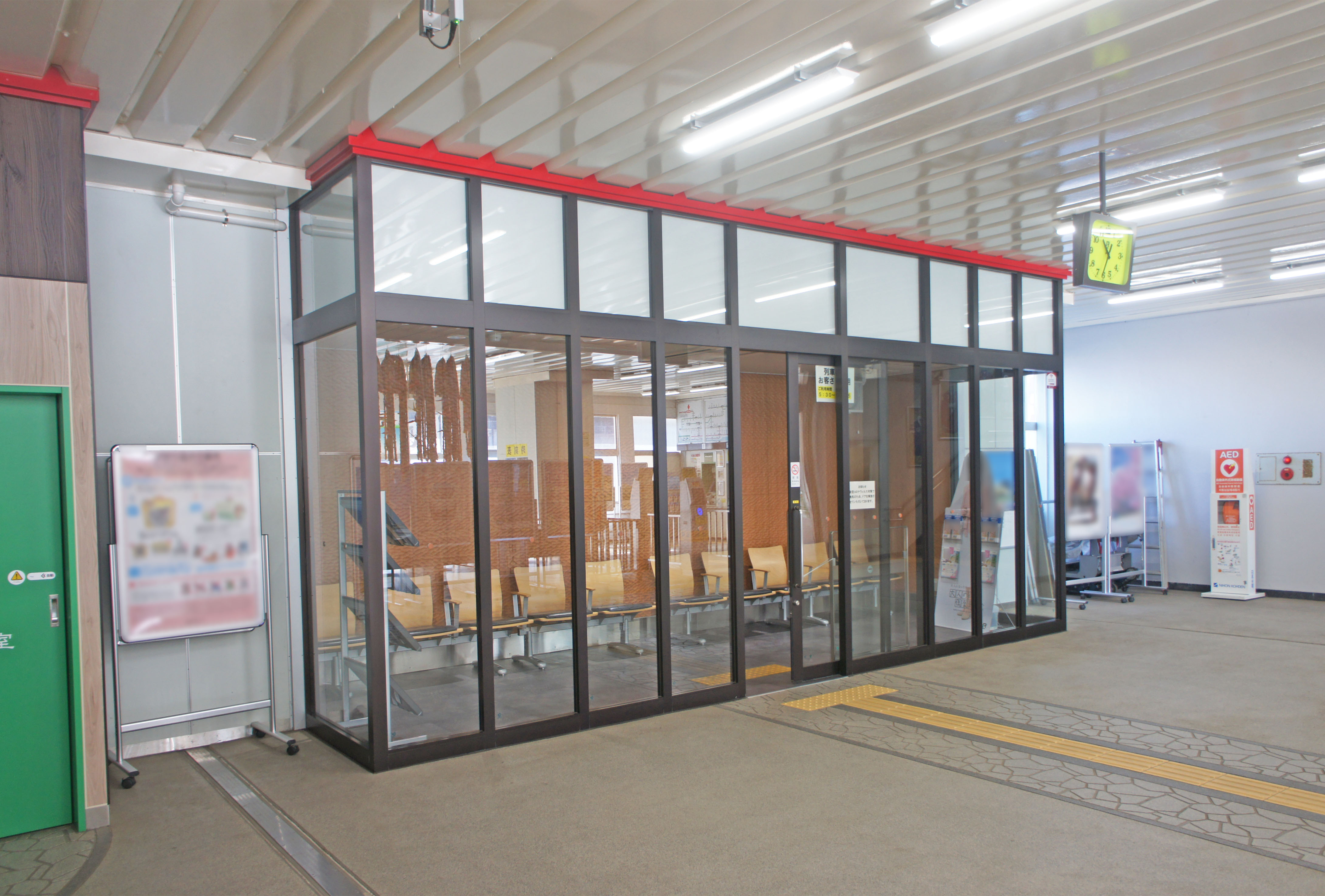
候車室（2022年2月）
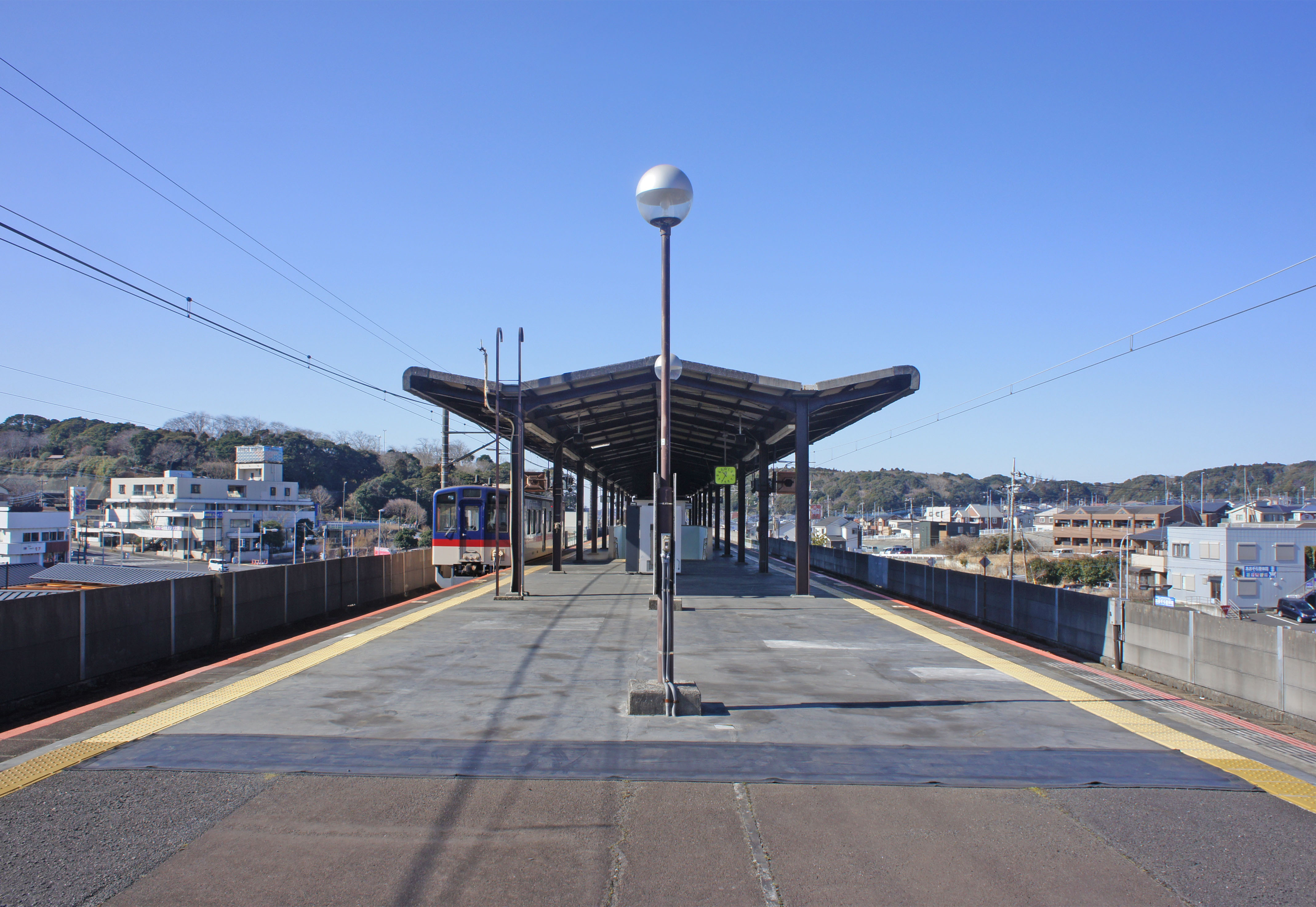
月台（2022年2月）

### 月台配置
1、2號月台兩個方向皆可到發，通常採用以下方式運行。
| 月台 | 路線        | 方向 | 目的地                 |
| ---- | ----------- | ---- | ---------------------- |
| 1    | ■大洗鹿島線 | 上行 | 新鉾田、大洗、水戶方向 |
| 2    | ■鹿島線     | 上行 | 佐原、千葉、東京方向   |

（來源：JR東日本:車站構內圖（页面存档备份，存于））

## 使用情況
根據JR東日本，2019年（令和元年）度1日平均上車人次為968人。
近年的推移如下表。
| 上車人次推移       | 上車人次推移     | 上車人次推移    |
| 年度               | 1日平均 上車人次 | 來源            |
| ------------------ | ---------------- | --------------- |
| 2000年（平成12年） | 1,534            | [ 利用客数 2 ]  |
| 2001年（平成13年） | 1,446            | [ 利用客数 3 ]  |
| 2002年（平成14年） | 1,438            | [ 利用客数 4 ]  |
| 2003年（平成15年） | 1,331            | [ 利用客数 5 ]  |
| 2004年（平成16年） | 1,264            | [ 利用客数 6 ]  |
| 2005年（平成17年） | 1,206            | [ 利用客数 7 ]  |
| 2006年（平成18年） | 1,174            | [ 利用客数 8 ]  |
| 2007年（平成19年） | 1,147            | [ 利用客数 9 ]  |
| 2008年（平成20年） | 1,097            | [ 利用客数 10 ] |
| 2009年（平成21年） | 1,076            | [ 利用客数 11 ] |
| 2010年（平成22年） | 1,042            | [ 利用客数 12 ] |
| 2011年（平成23年） | 906              | [ 利用客数 13 ] |
| 2012年（平成24年） | 995              | [ 利用客数 14 ] |
| 2013年（平成25年） | 1,031            | [ 利用客数 15 ] |
| 2014年（平成26年） | 1,037            | [ 利用客数 16 ] |
| 2015年（平成27年） | 1,019            | [ 利用客数 17 ] |
| 2016年（平成28年） | 997              | [ 利用客数 18 ] |
| 2017年（平成29年） | 979              | [ 利用客数 19 ] |
| 2018年（平成30年） | 989              | [ 利用客数 20 ] |
| 2019年（令和元年） | 989              | [ 利用客数 21 ] |

## 相鄰車站
東日本旅客鐵道（JR東日本）
■鹿島線
延方－鹿島神宮－*鹿島足球場
鹿島臨海鐵道
■大洗鹿島線（鹿島足球場站－此站間為JR鹿島線）
荒野台－*鹿島足球場－鹿島神宮

### 使用情況
1. ↑  . 東日本旅客鉄道.   [2019-07-21]. （原始内容存档于2019-07-05）.
2. ↑  . 東日本旅客鉄道.   [2019-05-27]. （原始内容存档于2019-03-27）.
3. ↑  . 東日本旅客鉄道.   [2019-05-27]. （原始内容存档于2019-03-27）.
4. ↑  . 東日本旅客鉄道.   [2019-05-27]. （原始内容存档于2019-03-27）.
5. ↑  . 東日本旅客鉄道.   [2019-05-27]. （原始内容存档于2019-03-27）.
6. ↑  . 東日本旅客鉄道.   [2019-05-27]. （原始内容存档于2019-03-27）.
7. ↑  . 東日本旅客鉄道.   [2019-05-27]. （原始内容存档于2019-03-27）.
8. ↑  . 東日本旅客鉄道.   [2019-05-27]. （原始内容存档于2019-03-27）.
9. ↑  . 東日本旅客鉄道.   [2019-05-27]. （原始内容存档于2019-04-02）.
10. ↑  . 東日本旅客鉄道.   [2019-05-27]. （原始内容存档于2019-03-27）.
11. ↑  . 東日本旅客鉄道.   [2019-05-27]. （原始内容存档于2019-03-27）.
12. ↑  . 東日本旅客鉄道.   [2019-05-27]. （原始内容存档于2019-03-27）.
13. ↑  . 東日本旅客鉄道.   [2019-05-27]. （原始内容存档于2019-03-27）.
14. ↑  . 東日本旅客鉄道.   [2019-05-27]. （原始内容存档于2019-03-27）.
15. ↑  . 東日本旅客鉄道.   [2019-05-27]. （原始内容存档于2016-04-04）.
16. ↑  . 東日本旅客鉄道.   [2019-05-27]. （原始内容存档于2019-03-27）.
17. ↑  . 東日本旅客鉄道.   [2019-05-27]. （原始内容存档于2019-03-23）.
18. ↑  . 東日本旅客鉄道.   [2019-05-27]. （原始内容存档于2019-03-27）.
19. ↑  . 東日本旅客鉄道.   [2019-05-27]. （原始内容存档于2019-03-25）.
20. ↑  . 東日本旅客鉄道.   [2019-07-21]. （原始内容存档于2020-05-14）.
21. ↑  . 東日本旅客鉄道.   [2020-07-15]. （原始内容存档于2020-07-10）.

## 外部連結
- 車站資訊（鹿島神宮）：東日本旅客鐵道
- 鹿島神宮 | 鹿島臨海鐵道株式會社（页面存档备份，存于）